# Razão de diluição
A razão de diluição (RD) de um motor turbofan é a razão entre a taxa de fluxo de massa do fluxo de diluição para a taxa de fluxo de massa que entra no núcleo. Uma razão de diluição de 10:1, por exemplo, significa que dez quilos de ar passam pelo duto de diluição para cada um quilo de ar que passa pelo núcleo.
Os motores turbofan são geralmente descritos em termos de RD, que juntamente com a razão de pressão do motor, a temperatura de entrada da turbina e a razão de pressão do ventilador são parâmetros importantes de projeto. Além disso, a RD é cotada para instalações de turboélices e propfans porque sua alta eficiência propulsiva lhes dá as características gerais de eficiência de turbofans de diluição muito alto. Isso permite que eles sejam mostrados junto com turbofans em gráficos que mostram tendências de redução do consumo específico de combustível (CEC) com o aumento da RD. Ela também é cotada para instalações de ventiladores de elevação onde o fluxo de ar do ventilador é remoto do motor e não toca fisicamente o núcleo do motor.
O desvio fornece um consumo de combustível menor para o mesmo empuxo, medido como consumo de combustível específico de empuxo (gramas/segundo de combustível por unidade de empuxo em kN usando unidades SI). O menor consumo de combustível que vem com altas taxas de desvio se aplica aos turboélices, usando uma hélice em vez de um ventilador com dutos. Projetos de desvio alto são o tipo dominante para aeronaves comerciais de passageiros e transportes a jato civis e militares.
Os jatos executivos usam motores de RD média.
As aeronaves de combate usam motores com baixa razão de diluição para conciliar a economia de combustível e os requisitos de combate: altas relações potência-peso, desempenho supersônico e capacidade de usar pós-combustores.

## Princípios
Se toda a potência do gás de uma turbina a gás for convertida em energia cinética em um bocal de propulsão, a aeronave será mais adequada para altas velocidades supersônicas. Se tudo for transferido para uma grande massa de ar separada com baixa energia cinética, a aeronave é mais adequada para velocidade zero. Para velocidades intermediárias, a potência do gás é compartilhada entre uma corrente de ar separada e o próprio fluxo do bocal da turbina a gás em uma proporção que fornece o desempenho necessário da aeronave. As primeiras aeronaves a jato eram subsônicas e a má adequação do bocal de propulsão para essas velocidades devido ao alto consumo de combustível foi compreendida e o desvio proposto já em 1936 (Patente do Reino Unido 471.368). O princípio subjacente por trás da diluição é trocar a velocidade de exaustão por um fluxo de massa extra que ainda fornece o empuxo necessário, mas usa menos combustível. Frank Whittle chamou de "redução do fluxo". A energia é transferida do gerador de gás para uma massa extra de ar, ou seja, um jato propulsor de maior diâmetro, movendo-se mais lentamente. A diluição espalha a potência mecânica disponível por mais ar para reduzir a velocidade do jato. O trade-off entre fluxo de massa e velocidade também é visto com hélices e rotores de helicóptero, comparando o carregamento do disco e o carregamento de potência. Por exemplo, o mesmo peso de um helicóptero pode ser suportado por um motor de alta potência e rotor de pequeno diâmetro ou, para menos combustível, um motor de menor potência e rotor maior com menor velocidade através do rotor.
A diluição geralmente se refere à transferência de energia de gás de uma turbina a gás para um fluxo de ar de desvio para reduzir o consumo de combustível e o ruído do jato. Alternativamente, pode haver um requisito para um motor de pós-combustão onde o único requisito para a diluição é fornecer ar de resfriamento. Isso define o limite inferior para a RD e esses motores foram chamados de turbojatos "com vazamento" ou de sangria contínua (General Electric YJ-101 RD 0.25) e turbojatos de baixa RD (Pratt & Whitney PW1120). A baixa RD (0,2) também foi usado para fornecer margem de pico, bem como resfriamento pós-combustor para o Pratt & Whitney J58.